# Bien faire... et la séduire
Pour plus de détails, voir Fiche technique et Distribution.
Bien faire... et la séduire (The Fuller Brush Man) est un film américain réalisé par S. Sylvan Simon, sorti en 1948.

## Synopsis
Red Jones se fait licencier de chaque emploi qu'il trouve. Sa fiancée lui offre une dernière chance et il tente le métier de vendeur porte-à-porte de pinceaux. Ses tentatives de vente sont pour le moins maladroites, et les choses ne s'arrangent pas lorsque l'un de ses clients est retrouvé assassiné et qu'il devient lui-même le suspect numéro un de la police.

## Fiche technique
- Titre original : The Fuller Brush Man
- Titre français : Bien faire... et la séduire
- Réalisation : S. Sylvan Simon
- Scénario : Devery Freeman, Frank Tashlin et Roy Huggins
- Photographie : Lester White
- Musique : Heinz Roemheld
- Société de production : Columbia Pictures
- Pays de production :  États-Unis
- Format : couleurs - 1,66:1 - son : Mono
- Genre : comédie
- Durée : 93 minutes
- Date de sortie :
  - États-Unis : juin 1948

## Distribution
- Red Skelton : Red Jones
- Janet Blair : Ann Elliott
- Don McGuire : Keenan Wallick
- Hillary Brooke : Mildred Trist
- Adele Jergens : Miss Sharmley
- Ross Ford : Freddie Trist
- Trudy Marshall : Sara Franzen
- Nicholas Joy : commissionnaire Gordon Trist
- Donald Curtis : Gregory Cruckston
- Arthur Space : Lieutenant Quint